# Белорусское историческое общество
«Беларускае гістарычнае таварыства» (БГТ, Białoruskie Towarzystwo Historyczne) — польская общественная организация с офисом в Белостоке.

## История
15 июня 1993 в Белостоке был создан Учредительный комитет Белорусского исторического общества в составе: Славомир Иванюк, Юрий Калина, Олег Латышонок и Евгений Миронович. БГТ была оформлена 6 сентября 1993. Председателем стал Антон Миронович. Через три года позже общество возглавил Олег Латышонок.
БГТ реализует свои уставные цели путем издательской деятельности, организации научных конференций, выставок и молодежных лагерей. Печатный орган — журнал «Białoruskie Zeszyty Historyczne». Издаёт книги на польском и белорусском языках, написанными или отредактированными её членами. Имеет собственную библиотеку. С 2007 БГТ патронирует Белорусскую интернет-библиотеку Kamunikat.org.
К 2008 году через БГТ прошли 32 человека. Основную часть его членов составляют профессиональные историки — преподаватели вузов, учителя истории, архивисты и музейщики, а также журналисты белорусских журналов, радио и телевидения. Почти все члены БГТ являются авторами, по крайней мере, одной книги или редакторами книг, сборников материалов и научных и научно-популярных журналов, а также авторами передач на радио и телевидении.